# Вертолётная площадка (Самара)
Вертолётная площа́дка (разг. — Вертолётка) — смотровая площадка и зона отдыха в Самаре, расположенная на севере города в Красноглинском районе в посёлке Управленческий. Ранее на этом месте была вертолётная площадка Государственного союзного опытного завода № 2.

## История

### 20 век
В 1946 году на базе завода № 145 имени С. М. Кирова в посёлке Управленческий был создан Государственный союзный опытный завод № 2 Министерства авиационной промышленности СССР. Его задачей стала разработка авиационных турбореактивных и турбовинтовых двигателей. В мае 1949 года руководителем и главным конструктором завода был назначен Николай Дмитриевич Кузнецов. Поскольку завод в советское время был экспериментальной площадкой для ракетных двигателей, то завод располагал собственным авиапарком в составе самолёта Як-42 и нескольких вертолётов «Ми», последние и летали с «вертолётки» (вплоть до 2000-х годов), включая и вертолёт, который обеспечивал перелёты главного конструктора.
После закрытия советской лунной программы, где предполагалось использовать двигатели НК-33, было приказано все оставшиеся силовые агрегаты уничтожить. По указанию Кузнецова несколько десятков двигателей были спрятаны в ангарах вертолётной площадки, а через 40 лет несколько законсервированных двигателей были проданы американской компании Orbital Sciences Corporation.

### 21 век

Панорама с променада вдоль Волги. На среднем плане — остров Зелёненький.

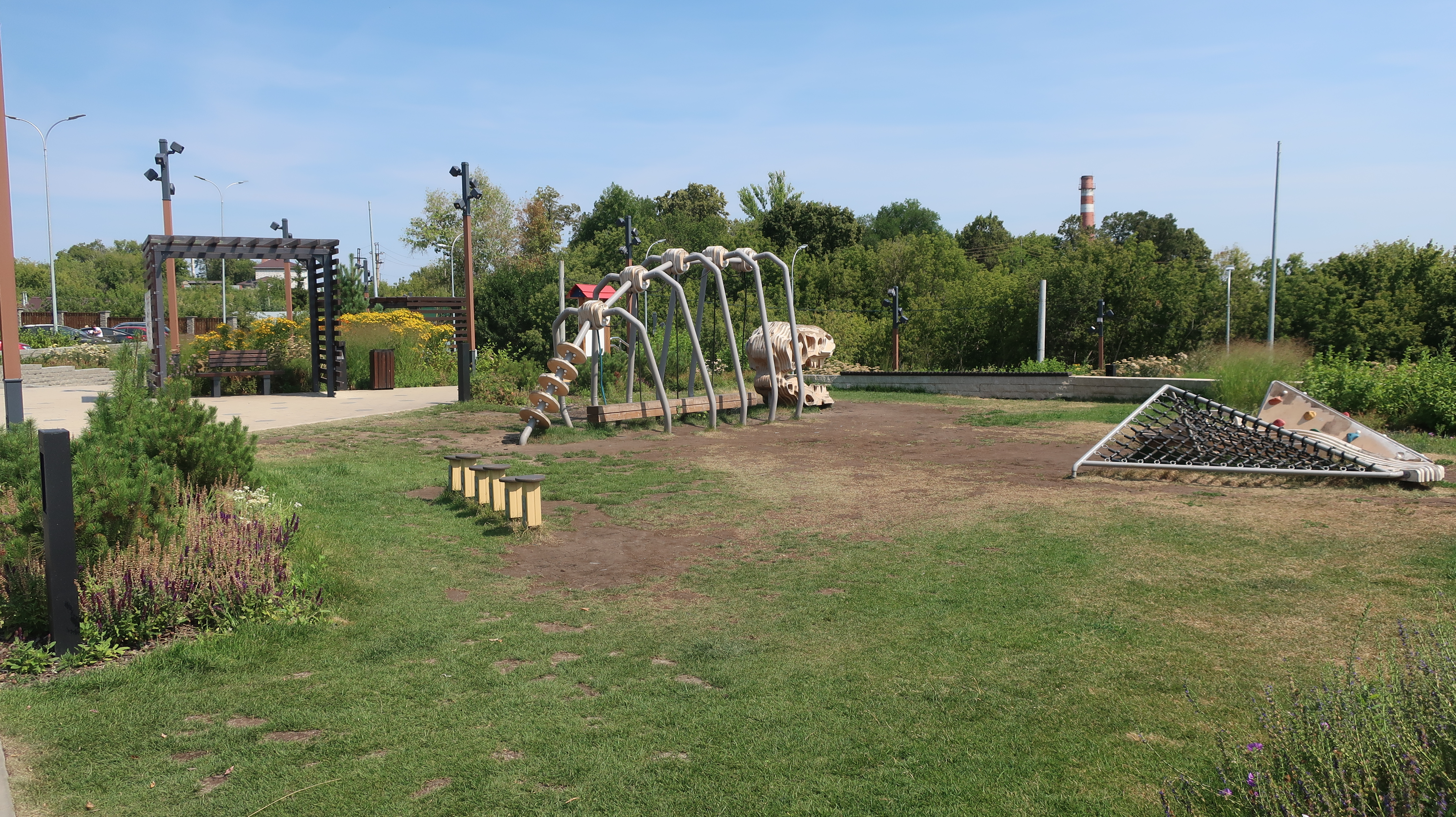
Детская площадка в зоне отдыха Вертолётки

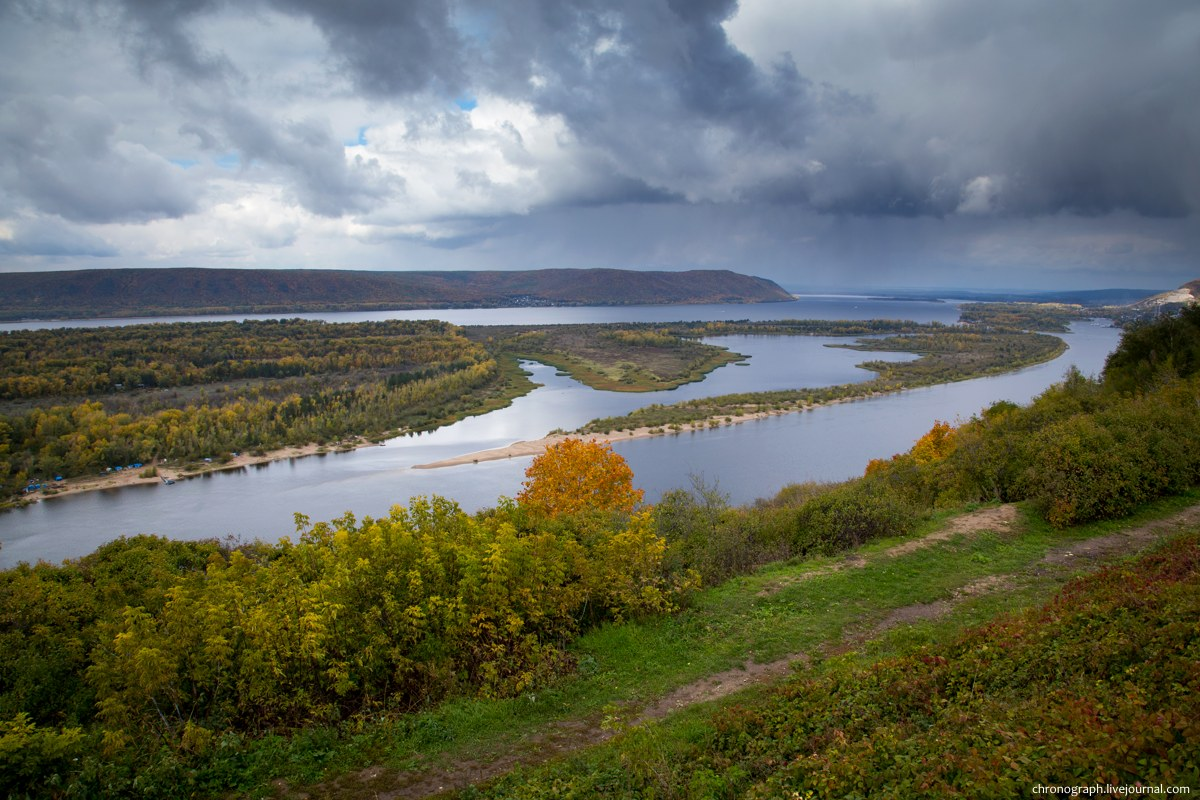
Осенний вид на Волгу с Вертолётки

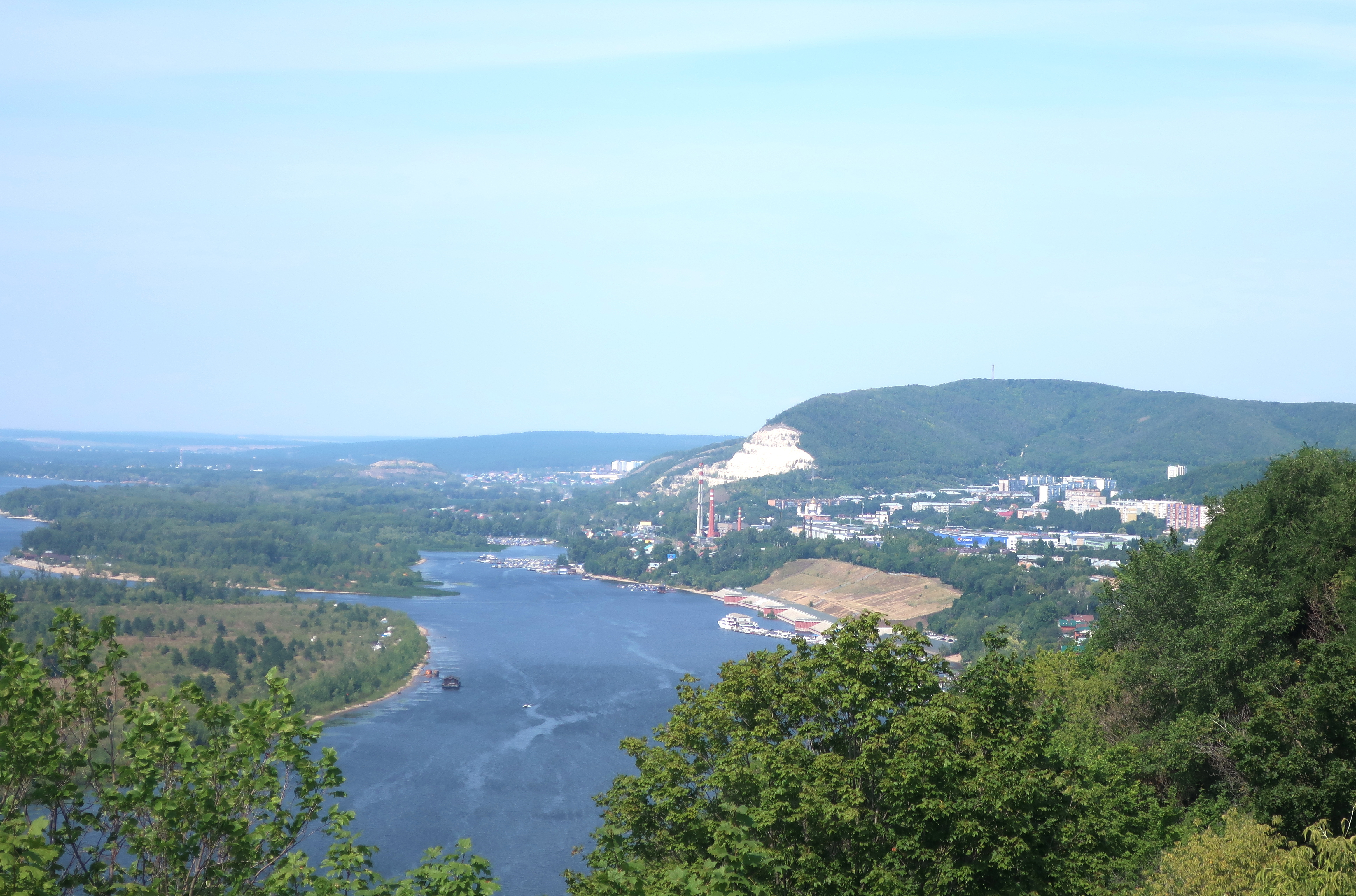
Вид на посёлок Красная Глинка с Вертолётки

Территория «Вертолётки» была передана городу. В 2021 году «Вертолётка» была благоустроена: обновили пешеходные дорожки, ресторан, установили освещение и ограждения, установили скамейки, шезлонги и детские игровые зоны, также благоустроили подъездные пути и организовали дополнительные парковки. «Вертолётка» стала местом, привлекающим туристов. С возвышенного берега открываются красивые виды на окрестности и реку Волгу, город Самару. Смотровая площадка находится на высоте 120 метров относительно уровня Волги и панорамному обзору ничего не мешает. Вид с «Вертолётной площадки» охватывает: по центру и правее — Жигулёвские ворота, слева — Жигулёвские горы, справа — Сокольи горы и посёлок Красная Глинка. С площадки видны национальный парк «Самарская Лука», река Волга, город Самара. Вдали - Жигулёвская ГЭС, Тольятти, Чапаевск, Новокуйбышевск. На «Вертолётке» есть где погулять, отдохнуть.
Вертолётная площадка признана «лучшим проектом общественного пространства в России» в рамках «XII Российской национальной премии по ландшафтной архитектуре 2021».
Смотровая площадка функционирует круглогодично.